# Canard colvert
Anas platyrhynchos · Canard malard
Espèce
Répartition géographique
Statut de conservation UICN

 LC  : Préoccupation mineure
Le Canard colvert, col-vert (Anas platyrhynchos), ou Canard malard au Canada, est une espèce d'oiseaux de l'ordre des Ansériformes, de la famille des Anatidés et de la sous-famille des Anatinés. C'est certainement le plus connu et reconnaissable de tous les canards, du fait de l'existence de races de canards domestiques issues de cette espèce.

## Description

### Morphologie
Le colvert mesure de 50 à 68 cm de long pour un poids moyen de 1,2 kg pour le mâle et 1,1 kg pour la femelle et une envergure de 78 cm à 1 m.
Les races domestiques sont en général plus lourdes et pondent plus que les individus sauvages.

### Plumage

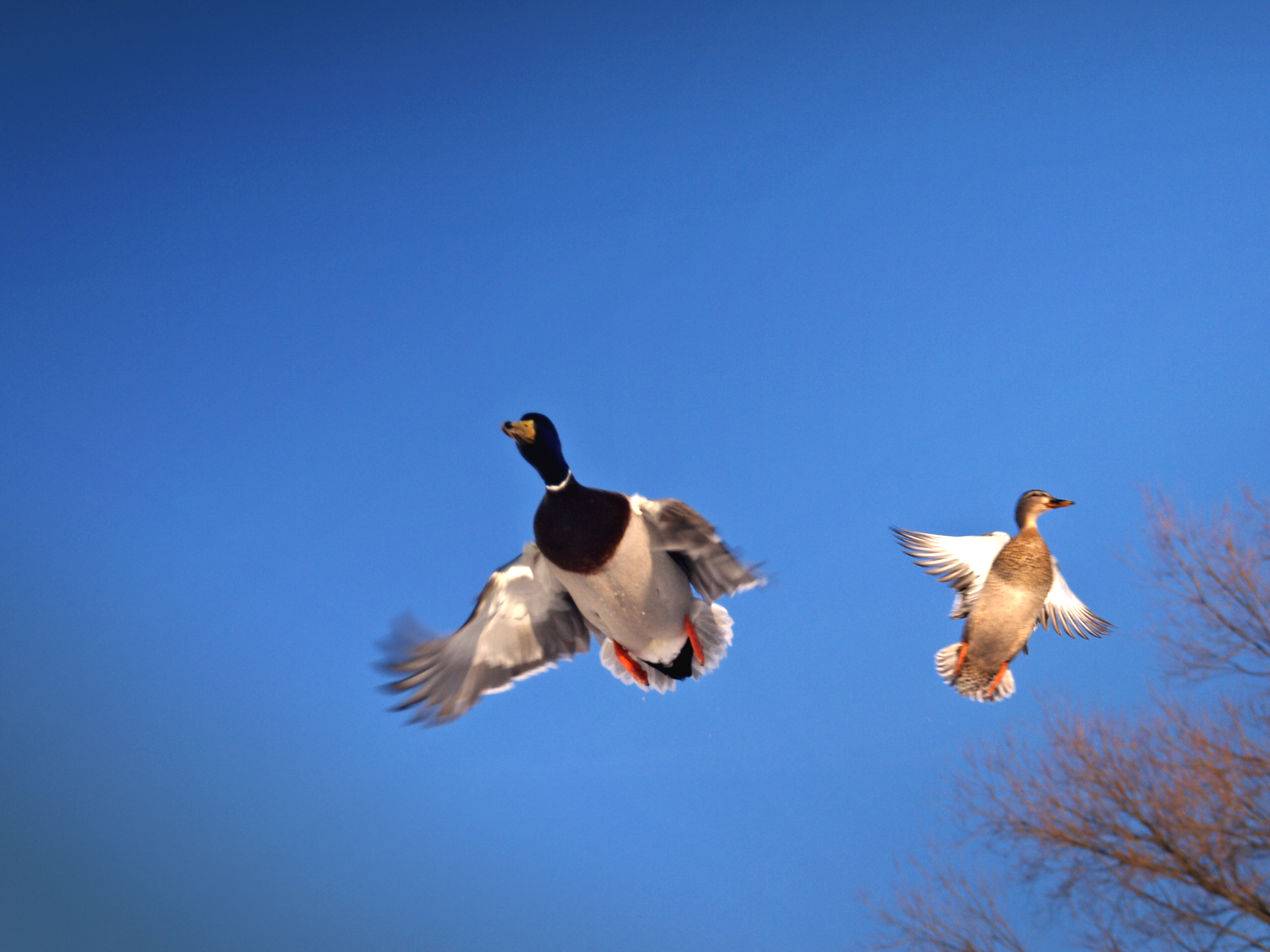
Couple de canards malards en vol.
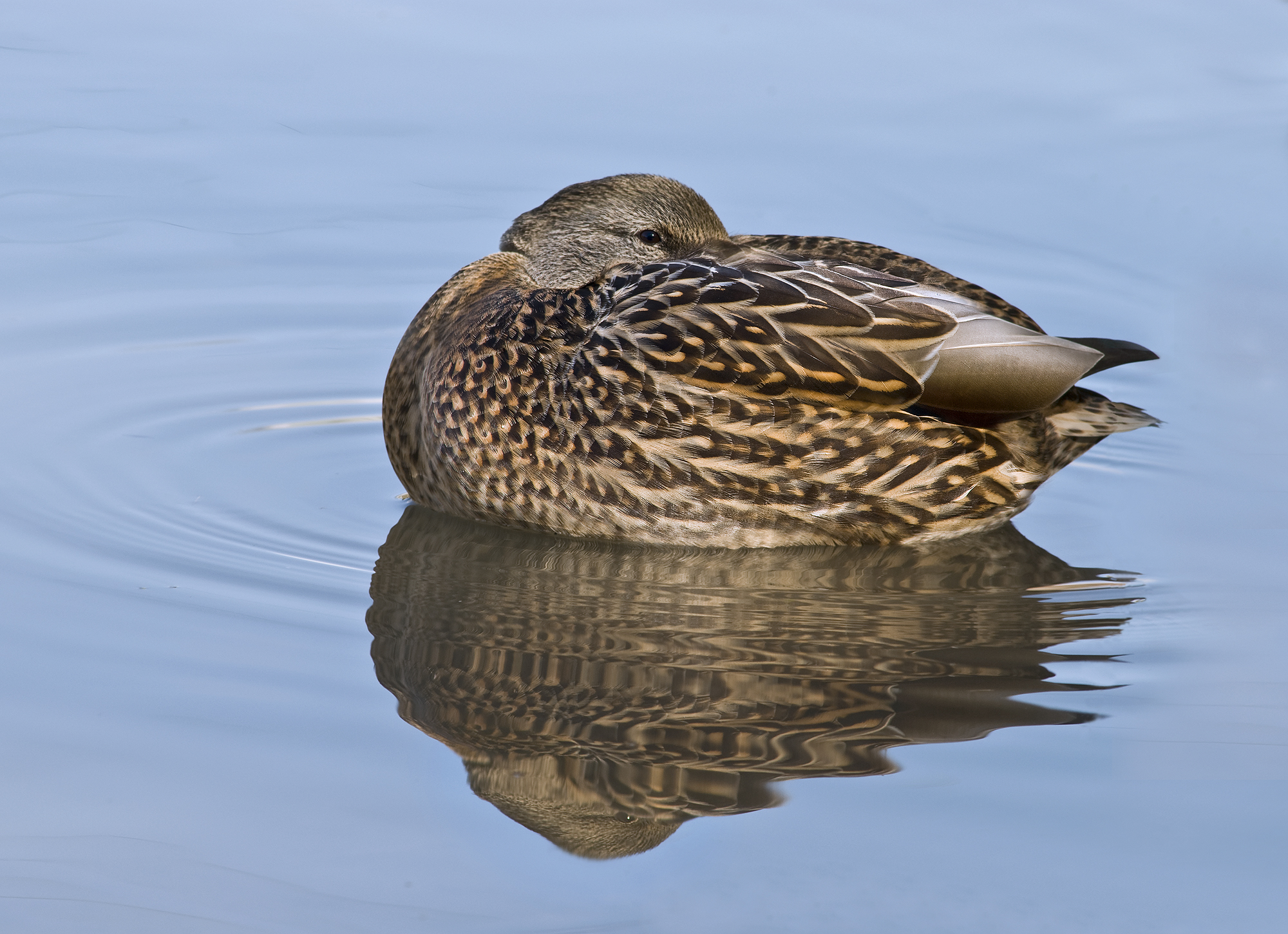
Plumage d'un canard colvert femelle.
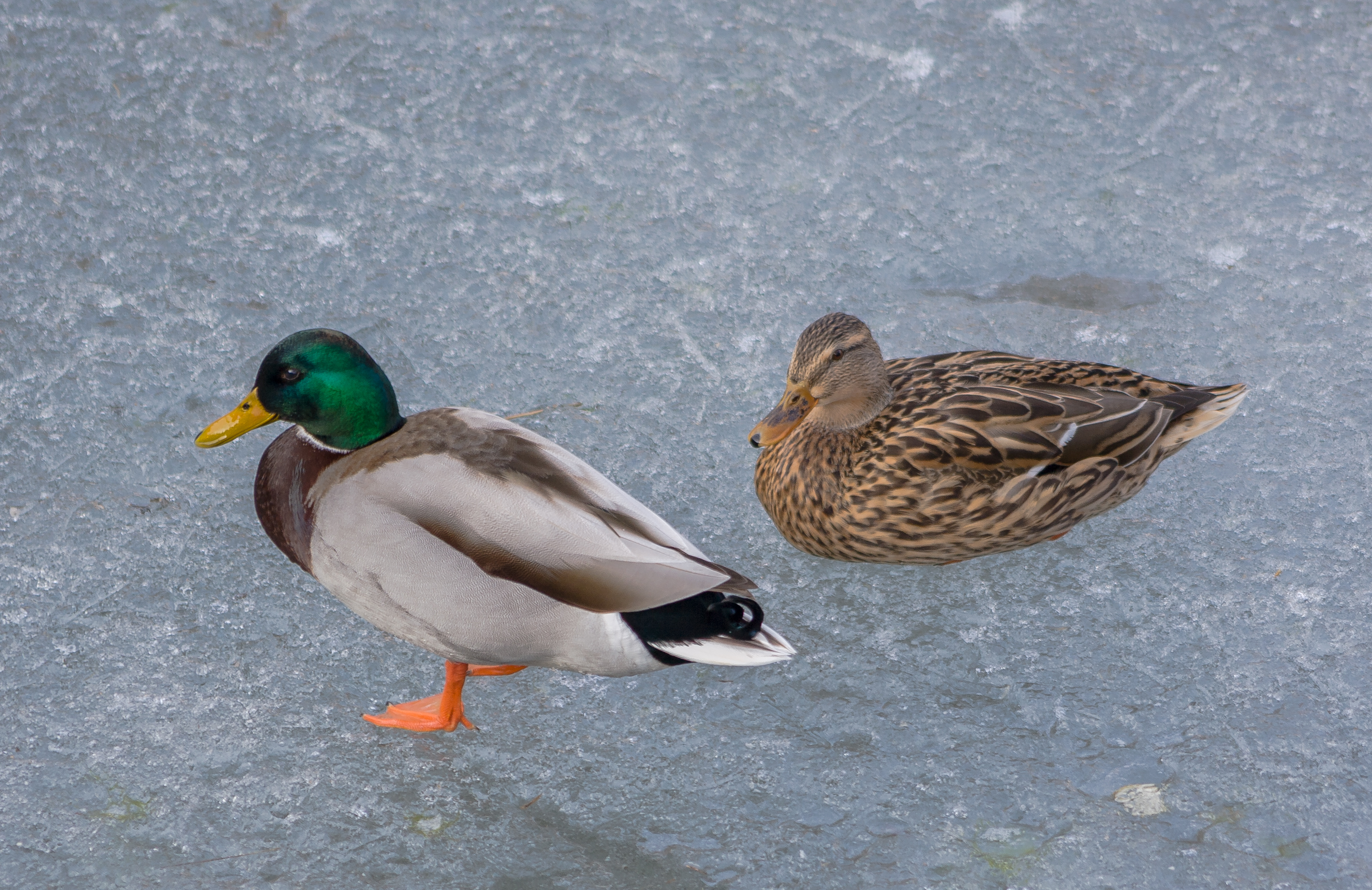
Couple.
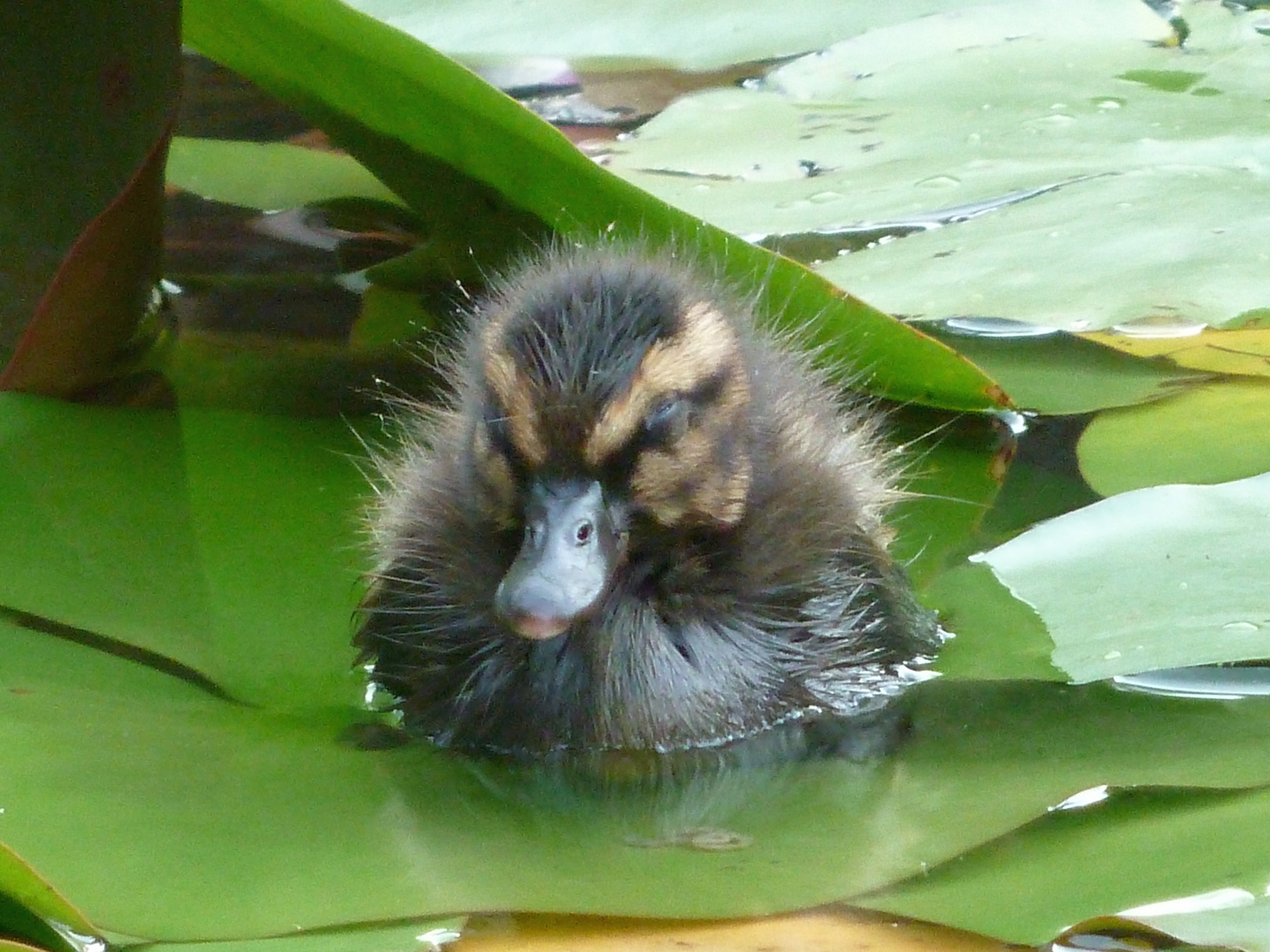
Caneton.
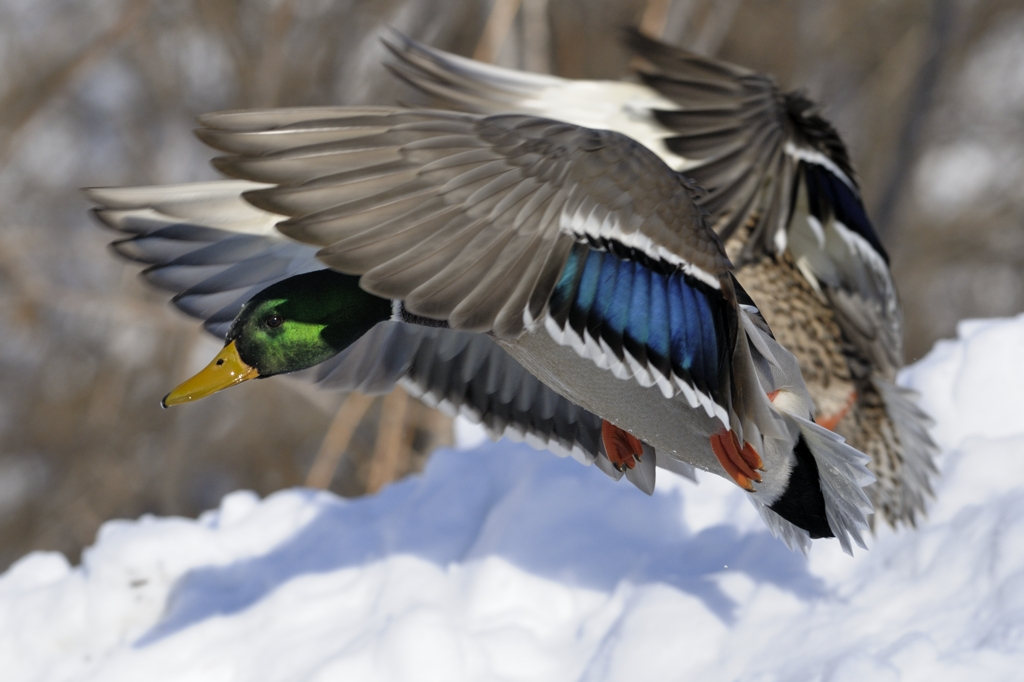
Colvert mâle atterrissant.
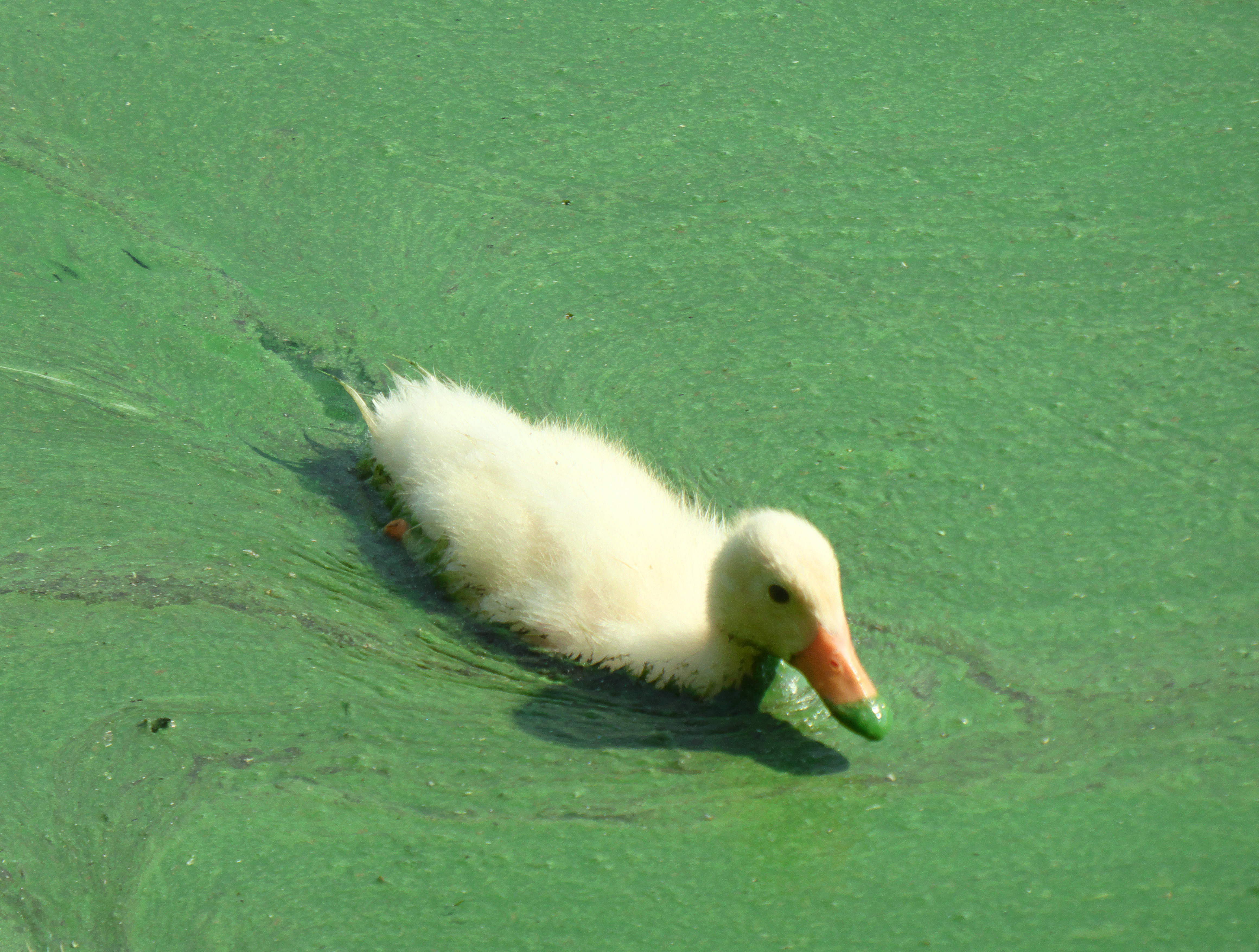
Canard colvert avec un plumage blanc sur le lac Belskoe (ru) en Russie.
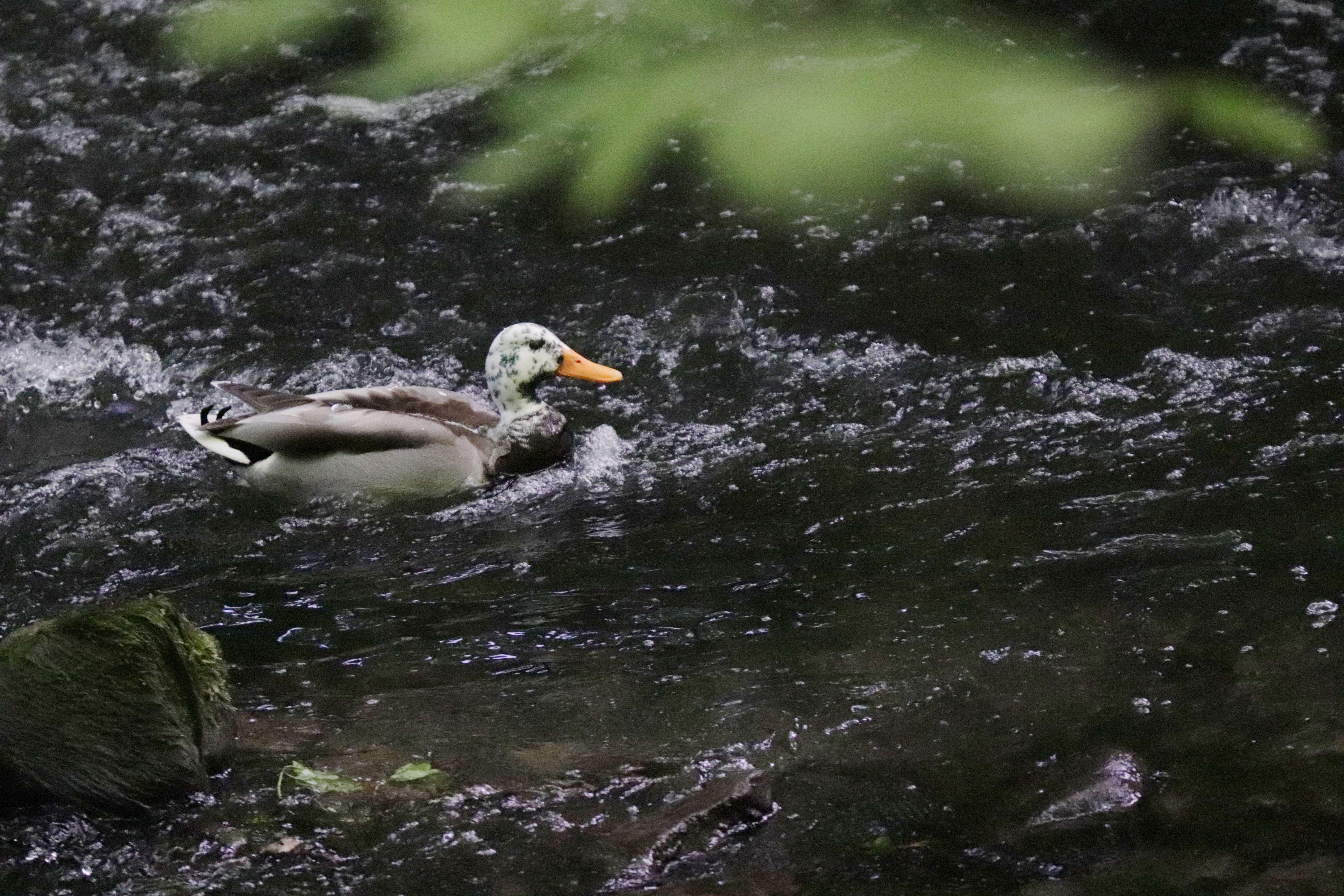
Canard colvert atteint de leucisme

Le mâle des populations sauvages est aisément reconnaissable, pendant la période nuptiale, par sa tête d'un vert brillant (d'où son nom). Le reste du plumage est gris-brun à blanc, avec un miroir alaire bleu-violet ; le bec est jaune. Après la période nuptiale, à l'approche de l'été, il mue et prend son plumage éclipse (de couleur beige semblable à celui des juvéniles et des femelles) et perd ses rémiges. Il vit alors dans les roseaux et les hautes herbes. Un à deux mois plus tard environ, le mâle reprend son plumage nuptial.
La femelle a le bec brun et le plumage plus terne (beige tacheté de brun). Celui-ci ressemble à celui du canard noir bien que généralement de teinte plus claire. Le bec du mâle est jaunâtre ou verdâtre, plus ou moins taché de noir, et ses pattes sont rouge-orangé. Mâle, femelle et juvénile disposent d'un miroir iridescent bleu-violet bordé de barres blanches sur les ailes. La tête des canetons est plus orangée et il a une calotte, le dos, une barre sur l'œil et la face dorsale des ailes brun foncé, le poitrail blanc. Les races domestiques peuvent être complètement blanches, noires, vertes comme le Cayuga, ou d'apparence assez semblable à la population sauvage comme les Campbells. Les canetons domestiques sont le plus souvent complètement jaunes.
Le Colvert peut vivre jusqu'à 29 ans, mais vit en moyenne 5 ans à 10 ans.

## Éthologie
Pour un article plus général, voir Éthologie.

### Comportement général

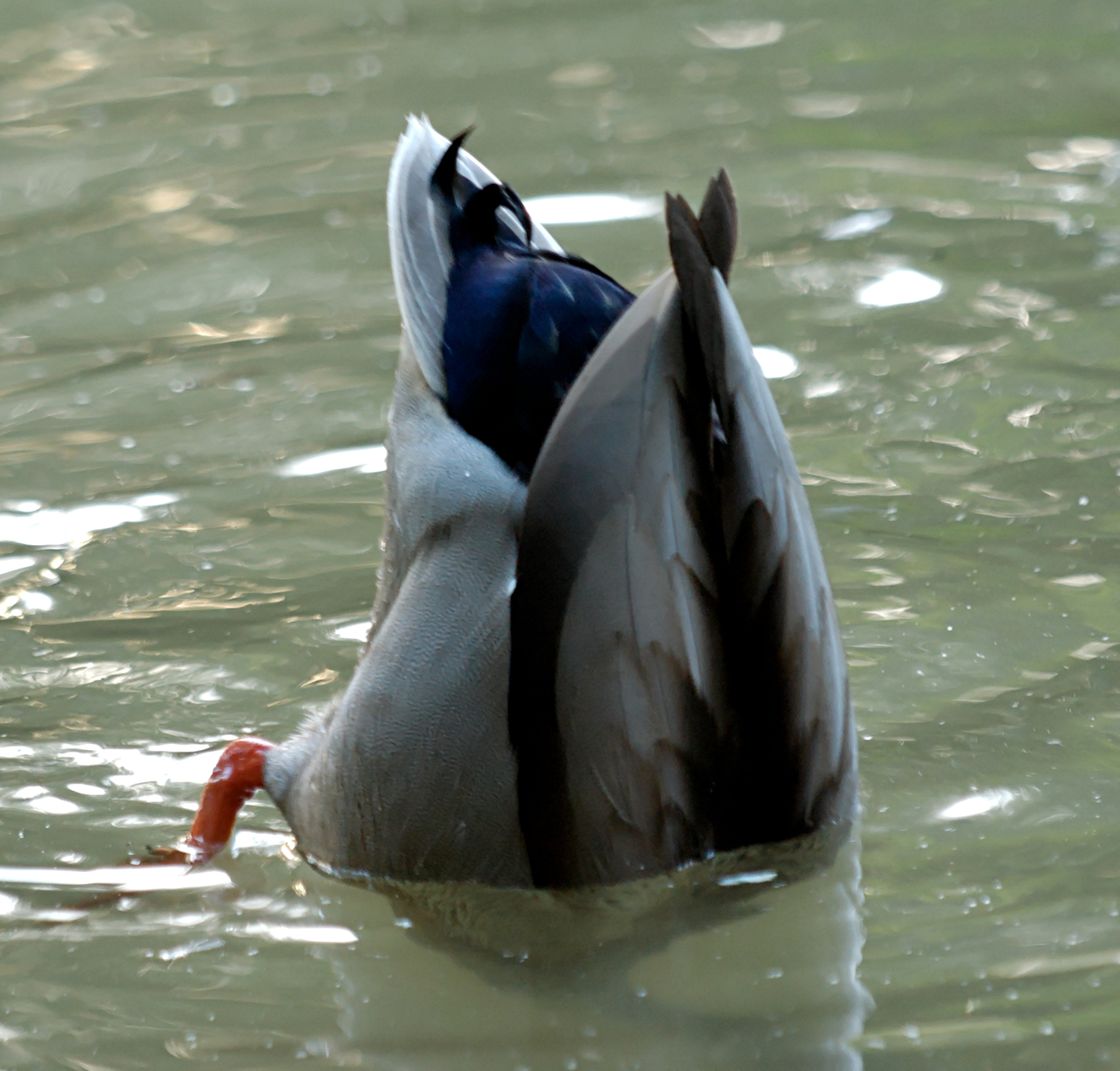
Colvert cherchant de la nourriture sous l'eau.

Le colvert est le canard le moins farouche. Il s'acclimate facilement à la vie urbaine et craint  peu l'homme. Il se reproduit fréquemment avec d'autres espèces (Canard noir qui habite l'Amérique, Canard pilet qui habite l'Europe ou son congénère le canard domestique), ce qui peut poser des problèmes de pollution génétique au sein des populations sauvages (et domestiques). Il est très grégaire en dehors des périodes de reproduction, et les femelles sont très fidèles aux mêmes territoires où elles retournent tous les ans.

### Alimentation
Le colvert appartient au groupe des canards barboteurs, ceux qui préfèrent s'alimenter en surface, ou à faible profondeur d'eau, en avançant à coups de pattes circulaires et alternés : il plonge la tête dans l'eau et bascule vers l'avant, ce qui lui permet d'atteindre le fond de l'eau avec son bec. Il s'aventure aussi sur les prairies pour brouter. Il est omnivore et se nourrit de poissons et d'herbes, de graines et de vers, de têtards et d'insectes.
Selon Guillemain et al. (2010) le poids moyen du canard colvert (comme celui de la sarcelle d’hiver (Anas crecca) a augmenté de 12 % en 30 ans (de 1960 à 2000) sans changement de taille, ce qui pourrait en partie être expliqué par le réchauffement climatique.

### Sexualité et reproduction
Il est commun que des groupes de mâles poursuivent des femelles en l'air en les rabattant vers l'eau ou le sol pour s'accoupler avec elles, bien qu'elles soient visiblement non consentantes,,. Lebret en 1961 dénomme ce comportement de copulation forcée par un groupe de mâles en vol « Attempted Rape Flight » (ARF) et Cramp & Simmons en 1977 parle de « rape-intent flights ».

#### Parade nuptiale
Pour un article plus général, voir Parade nuptiale aviaire.
Le colvert est monogame mais change de partenaire à chaque période de reproduction. Plusieurs mâles courtisent une femelle, certains pouvant même s'accoupler sans effectuer de parade nuptiale, plus ou moins de force. La parade a lieu sur l'eau durant tout l'hiver, longtemps avant la saison de la reproduction. Les mâles tournent autour de la femelle. Ils tendent le cou puis le projettent vers l'arrière. Ils se redressent en gonflant la poitrine et en sifflant, puis ils dressent ensuite leurs rectrices deux ou trois fois, enfin ils placent leur tête vers l'avant au ras de l'eau et se mettent à tourner dans tous les sens.
Généralement, la femelle arrive la première sur le lieu de nidification, et bâtit son nid au sol, dans un endroit caché, près d'un plan d'eau. Il est composé d'herbe, de jonc et de feuilles, et garni de duvet que la cane arrache à son propre plumage. Pendant la période de reproduction, le mâle protège énergiquement sa femelle. Il la quitte ensuite dès l'incubation.

#### Ponte et soin des canetons

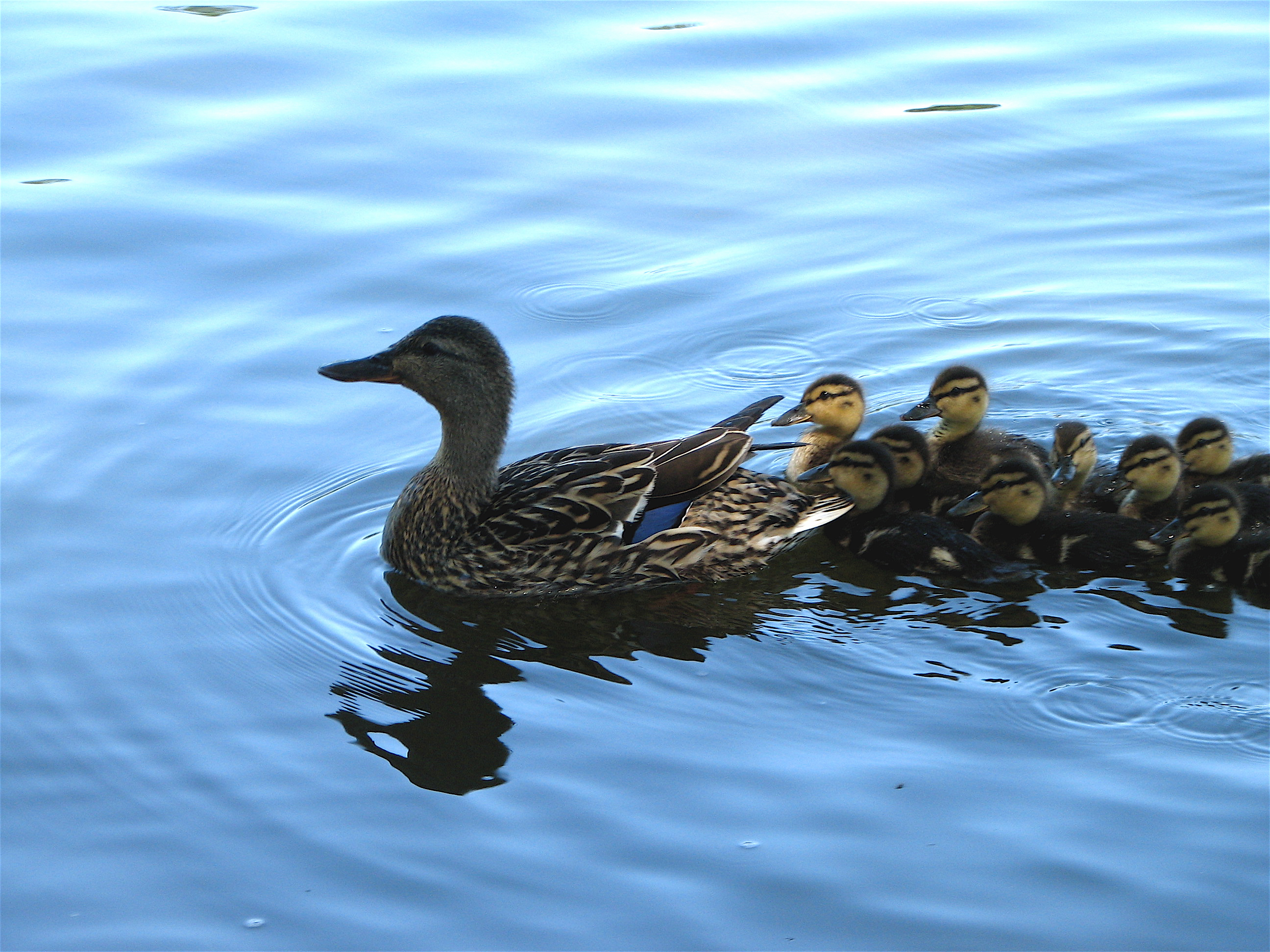
Femelle et ses canetons.

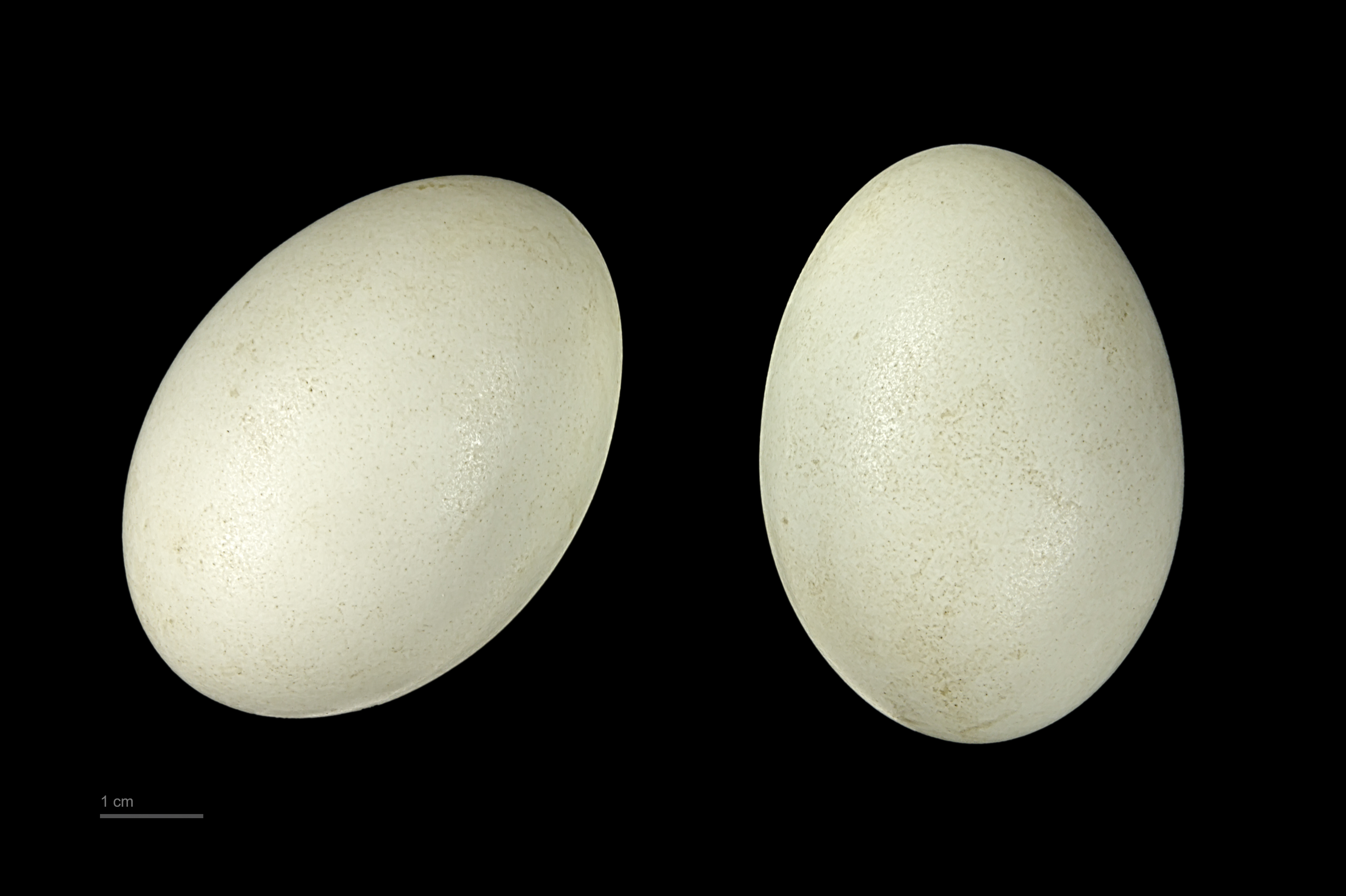
Œufs d’Anas platyrhynchos - Muséum de Toulouse.

La femelle peut pondre jusqu'à 15 œufs, mais le nombre habituel est de 8 à 12 œufs. L'incubation dure environ 28 jours. Vers la fin du mois de mars et au début du mois d'avril la saison des amours est naturellement commencée. Au printemps les femelles sont souvent dans leur période de couvaison.
La ponte peut avoir lieu dès février, notamment chez les sédentaires, et jusqu'en juillet, en fonction de la latitude. Seule la femelle couve, pendant environ 28 jours. En effet, le plumage de la femelle lui permet de passer inaperçue au milieu de la végétation. Si le mâle aidait à la couvaison, le nid serait facilement repéré par les prédateurs et détruit. Ses principaux prédateurs sont l'homme et les petits carnassiers comme le renard, la martre ou encore la loutre.
Après l'éclosion, c'est encore la femelle seule qui s'occupe des canetons. Elle les mène au plan d'eau le plus proche et leur apprend à nager et à se nourrir jusqu'à ce qu'ils soient en âge de voler (7 semaines environ). Les canetons pourront se reproduire dès l'année suivante.
Dans les plans d'eau, les canetons suivent leur mère dans une formation strictement organisée en file indienne. La mécanique des fluides explique ce comportement. En chevauchant les vagues générées par la cane, le caneton qui suit obtient une réduction significative de la traînée des vagues qui devient positive, poussant ainsi le caneton vers l'avant. Cet effet bénéfique de la vague est maintenu par les canetons suivants. À partir du troisième de la file, la résistance aux vagues des individus tend progressivement vers zéro, atteignant un équilibre dynamique. Chaque individu dans cet équilibre agit comme un passeur de vagues, transmettant l'énergie des vagues à celui qui le suit sans aucune perte d'énergie.

#### Homosexualité
Les canards colvert vivent en couple une partie de l'année et 2 à 19% de ces couples sont « homosexuels et platoniques » selon L'Obs. Par ailleurs, il a été observé que le mâle peut se livrer à de la nécrophilie homosexuelle ou à des viols homosexuels.

### Communication
Pour un article plus général, voir Vocalisation des oiseaux.
Comme les autres canards, le Colvert cancane, caquette ou nasille. Le cri de la femelle est bruyant et rauque, celui du mâle plus doux.
La femelle colvert émet des séries de cancanements très reconnaissables et très audibles, des « couacs » de moins en moins forts, ces sons ressemblant cependant à ceux du Canard noir. Elle les émet lorsqu'elle désire attirer les autres colverts vers elle, et plus particulièrement ses canetons. Les mâles émettent des « kreep » et des « rab-rab ». Durant la période nuptiale, ils sifflent et grognent.
D'une manière générale on dit que les canards cancanent, caquettent et nasillent.
La femelle sait aussi éloigner les prédateurs du nid en simulant une blessure ; pour ce faire, elle bat des ailes et lance des cris rauques.

### Migrations
Pour un article plus général, voir Migration des oiseaux.
Les populations boréales hivernent au sud, cependant certains spécimens ne migrent pas. Ce phénomène semble en augmentation, particulièrement dans les villes où les colverts semblent trouver une alimentation suffisante. Un autre phénomène est à évoquer, la pollution génétique rendrait les colverts plus lourds et donc d'une part, moins sensibles au froid, et d'autre part moins aptes à la migration.

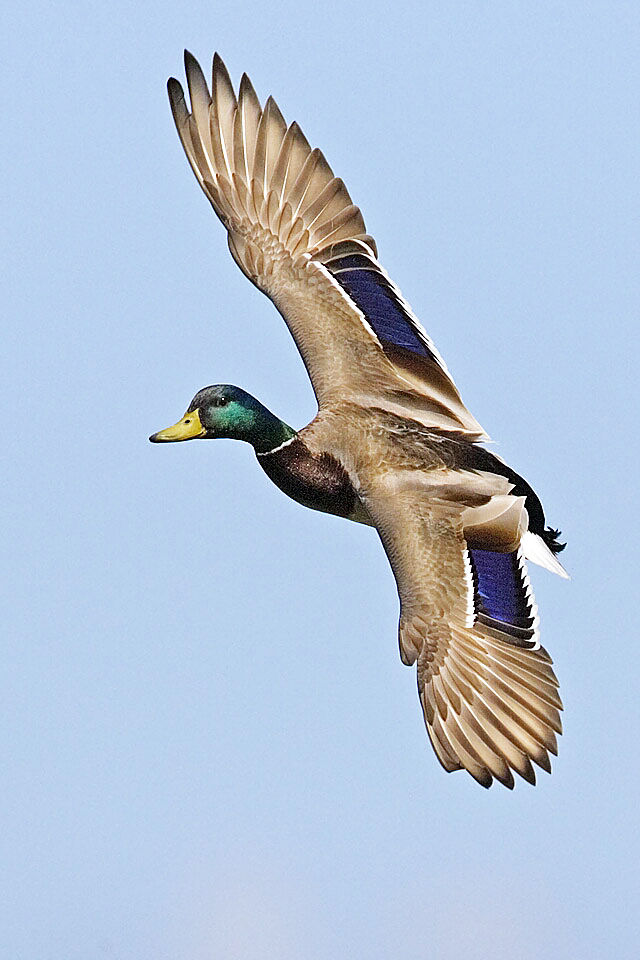
Canard colvert mâle en vol.

## Répartition

### Habitat
Ce canard vit dans les zones humides d'eau douce, que ce soit dans les marais, les étangs et les lacs ou les rivières calmes, dans toutes les régions tempérées et subtropicales d'Amérique du Nord, d'Europe, d'Asie, de la Nouvelle-Zélande, et d'Australie, du niveau de la mer jusqu'à 2 000 mètres d'altitude. Il vit sur l'eau, et ne va sur la terre ferme que pour la nidification et le repos. Cette espèce est migratrice au nord de son aire de répartition. Par exemple, les spécimens d'Amérique du Nord hivernent dans le Sud du Mexique, et pour quelques-uns d'entre eux en Amérique Centrale et aux Caraïbes de septembre à mai ; ceux d'Europe peuvent hiverner en Afrique du Nord.
En hiver, ce canard n'est pas rare sur le littoral, en eaux salée ou saumâtre. 

### Répartition et populations
C'est la plus répandue des espèces de canards sauvages et la plus nombreuse en population (9 millions d'individus estimés en Europe de l'Ouest). C'est le canard sauvage le plus présent au Royaume-Uni. Les populations de races de cette espèce sont bien plus répandues et nombreuses encore, plus nombreuses aussi que les races de canard de Barbarie.

#### Pays méditerranéens
La population des colverts des régions méditerranéennes française et italienne augmentent. Les chiffres sont incertains pour le Maghreb (Algérie et Maroc). 

#### Europe centrale et orientale
Sur la période 1974 à 1996, les populations de Canard colvert en Europe croissent partout excepté en Europe centrale où on observe même un déclin. Les chiffres sont inconnus ou incertains dans les pays du Sud de la Baltique (Estonie, Lettonie, Lituanie, Pologne, Russie).

#### Europe du Nord et de l'Ouest
La population sédentaire de ces canards doit atteindre en Europe du Nord-ouest et dans le bassin méditerranéen environ 9 millions d'individus dans les années 2000.
Cependant, de 1987 à 1996, cette croissance s'est fortement réduite en Europe de l'Ouest et dans la péninsule Ibérique et le déclin s'est accentué en Europe centrale. Seules les populations du Danemark augmentent. 

#### France
En France, il existe entre 35 000 et 60 000 couples relativement sédentaires. Les individus sédentaires, en général plus gros que les individus migrants, sont vraisemblablement issus d'hybridations et des lâchers cynégétiques. En Europe, les mâles sont en général plus nombreux que les femelles. En fait, les femelles hivernent souvent plus au sud que les mâles, si bien qu'elles ne retournent que plus tard sur les sites de nidification. En outre, ce fait est aggravé par la mortalité élevée des femelles durant la couvaison. Les effectifs des populations en France sont en légère augmentation, comme ceux du Royaume-Uni depuis les années 1960.
Les populations sauvages européennes migrent du nord vers le sud de l'Europe. Elles traversent la France de novembre à décembre. En France, de 30 000 et 60 000 couples restent sédentaires tandis qu'habituellement 180 000 à 200 000 oiseaux y hivernent. Les zones les plus fréquentées sont : 
- la baie de Somme ;
- la Camargue ;
- les marais de la Dombe ;
- le cours du Rhin ;
- les étangs de Moselle ;
- les étangs de la Brenne et
- les zones humides du littoral atlantique.

Les populations hivernantes repartent vers leurs zones de reproduction du nord entre fin février et mi-mai.

#### Amérique et Océanie
Alors que ce canard n'a jamais été observé avant le début du XXe siècle au Canada, il était même rarement observé dans les années 1930 et 1950, les comptages de population dans les années 2000 suggèrent la présence de plus d'un million d'entre eux. Ils proviennent des provinces de l'Ouest du Canada et des Grands Lacs où il y a des lâchers depuis 1935. Courant des années 2000, les effectifs des populations canadiennes sont en augmentation, malgré de fortes disparités annuelles.
Les variétés sauvages ont également été introduites aux îles Malouines, en Australie et en Nouvelle-Zélande pour la chasse.
Aujourd'hui, la population mondiale de canards colverts est d'environ 19 millions d'individus.

## Systématique

### Étymologie et dénomination
Si le nom vernaculaire colvert s'explique bien par l'apparence du mâle, il est possible que l'étymologie soit plus complexe. En effet l'ancien français collivert dérivé du latin collibertus, signifiant traitre et désignant le serf ou le pauvre, pourrait aussi faire référence à l'appelant vivant au cours d'une chasse.
En France, le terme colvert est le nom normalisé par la CINFO de l'espèce, pourtant la Société zoologique de Québec, qui fait autorité pour les francophones canadiens, appelle malard cette espèce. Pour le Français québécois, cette différence de termes serait due à l'origine des termes du picard maillard ou du haut-marnais malard, qui désigne un canard mâle domestique, d'autant que le terme anglais (dérivé du picard) est Mallard.
Le Canard colvert est décrit en 1758 par Carl von Linné dans la dixième édition de son Systema Naturae, sous le protonyme d'Anas platyrhynchos, du grec signifiant « bec plat ». Dans le même ouvrage, Linné décrit également Anas boschas d'après un colvert domestique, mais ce second nom binomial est considéré comme synonyme d'Anas platyrhynchos. boschas peut se traduire par engraissé en une basse-cour.

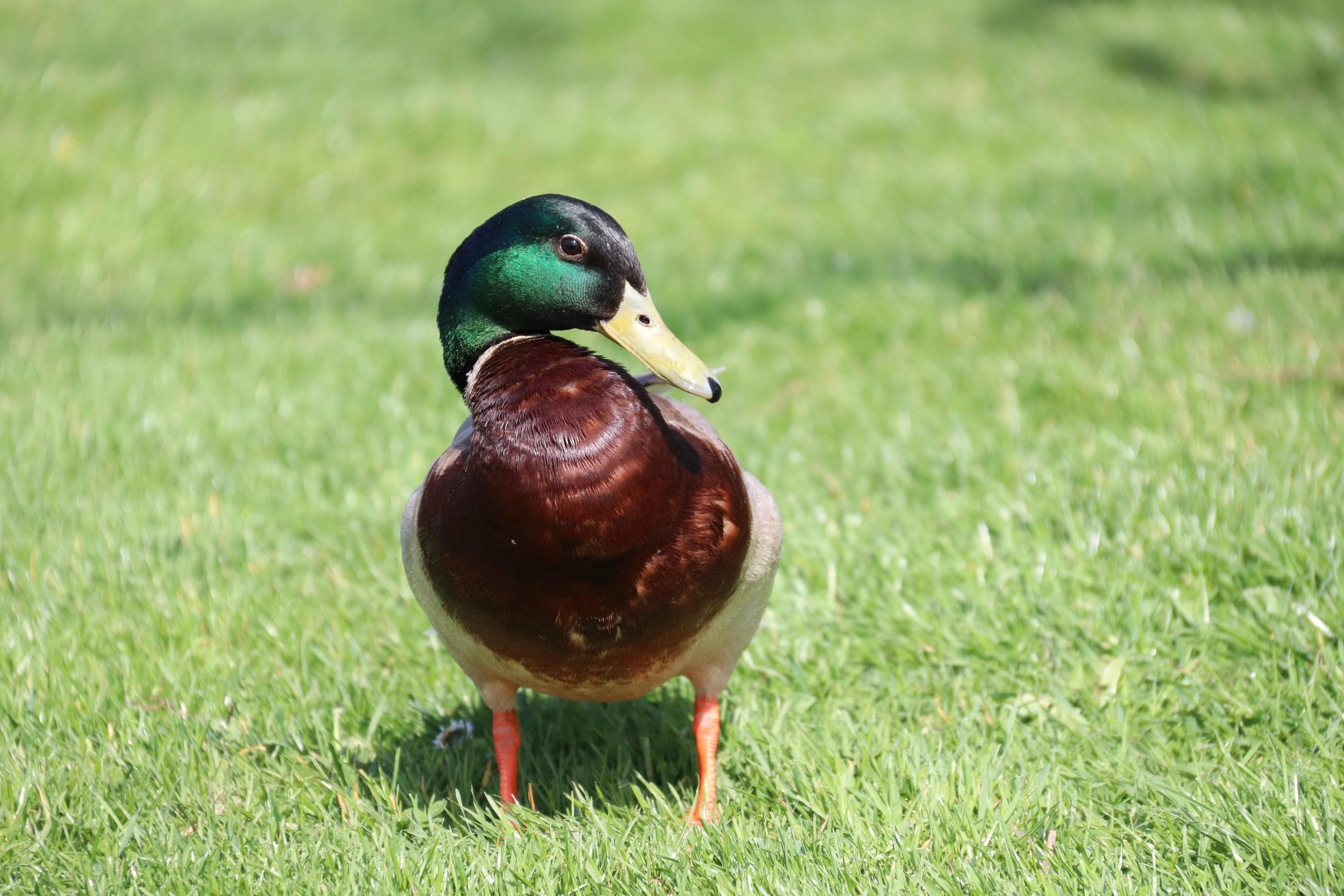
Colvert mâle sur l'herbe.

Le mulard est quant à lui un hybride domestique stérile entre le canard de Barbarie et une race de cette espèce.

### Position phylogénétique
L'espèce est à l'origine de très nombreuses races de canards domestiques.

## Sous-espèces
Selon la classification de référence du Congrès ornithologique international (version 15.1, 2025) :
- Anas platyrhynchos platyrhynchos Linnaeus, 1758 ;
- Anas platyrhynchos conboschas Brehm, CL, 1831.

Anas platyrhynchos oustaletti a longtemps été considérée comme une sous-espèce par Clements (6e édition) jusqu'à leur révision de 2008. Les races domestiques sont regroupées sous l'appellation scientifique Anas platyrhynchos var domesticus.

## Le canard colvert et l'homme

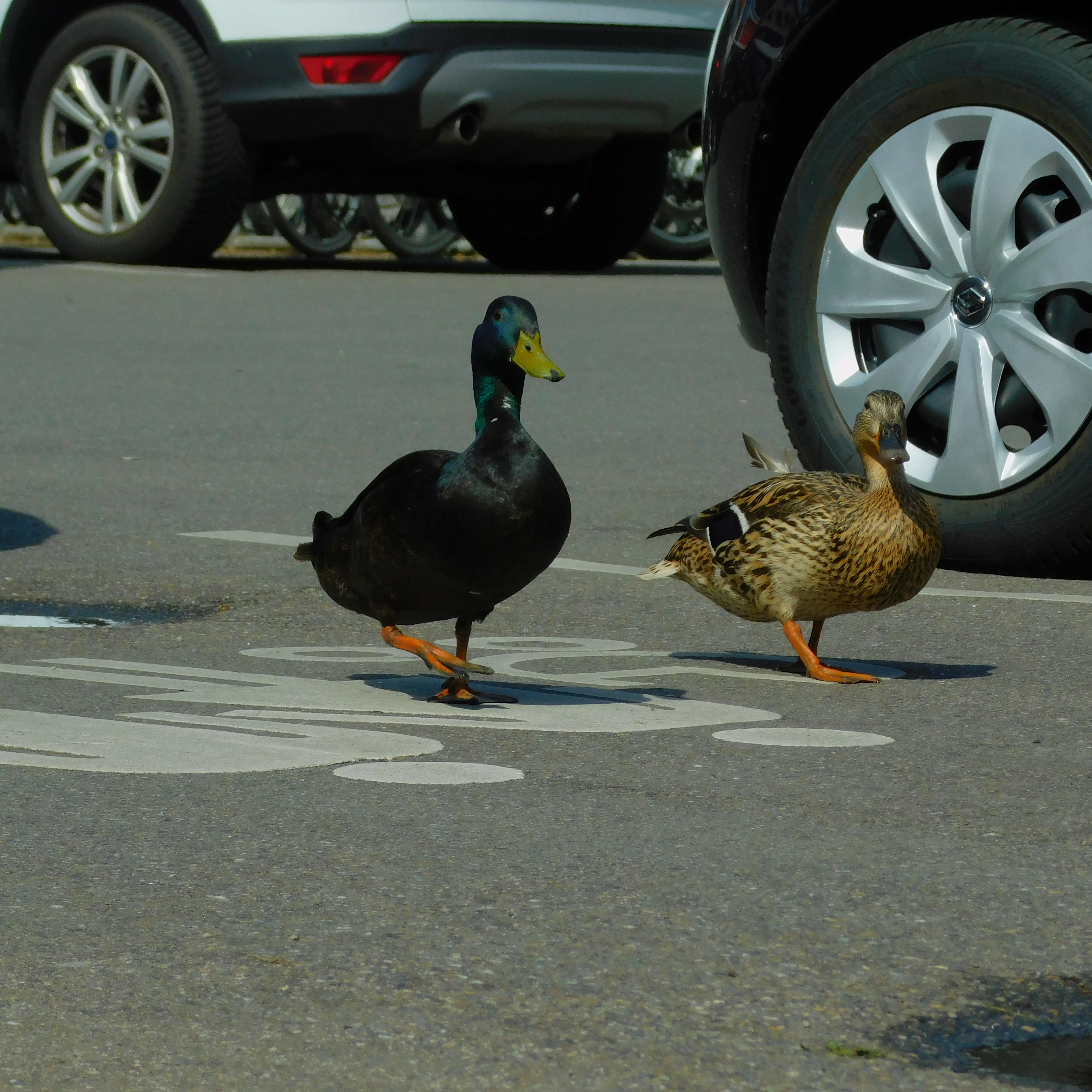
Un couple en ville (mai 2022).

Le colvert, espèce domestiquée et chassée a une grande importance pour l'homme. De ce fait, il est le représentant le plus connu des canards. Selon la FAO, 103 225 700 canards d'élevage (y compris de Barbarie) ont été abattus en 2004. Les revenus générés par la vente de matériel de chasse sont aussi importants. Le colvert a sans doute été le premier oiseau domestiqué, avant même la poule.

### Menaces

#### La chasse

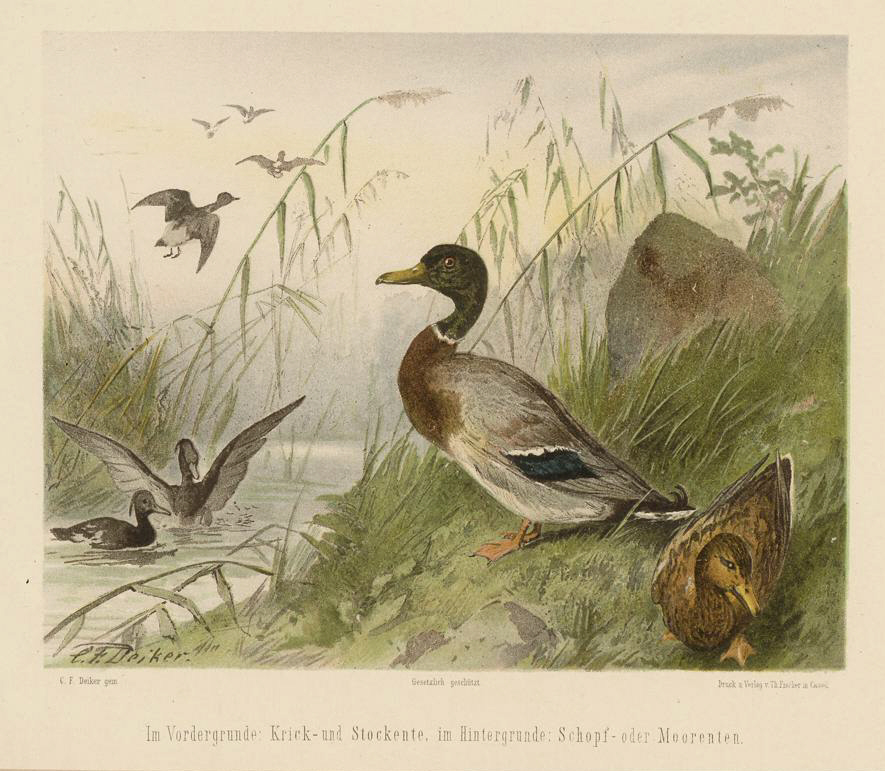
Colverts par Carl Friedrich Deiker.

Le colvert est la sixième espèce la plus chassée en France. Plusieurs techniques de chasse sont utilisées pour le colvert, la battue, la passée, la chasse au poste fixe, à la hutte et au gabion. Le colvert constitue environ 60 % du tableau de chasse annuel d'oiseaux en France soit environ 1 561 000 en 2004 derrière le pigeon ramier, les faisans et les grives.

#### Dégradation de l'habitat
Comme pour tous les oiseaux d'eau, la perte de l'habitat naturel nuit à l'espèce. À cela s'ajoute la pollution de ces eaux. Il s'est adapté aux différents milieux créés par l'Homme (parcs dans les villes et villages) où il semble être de plus en plus nombreux.

#### L'intoxication au plomb
Étant l'une des espèces les plus chassées, elle est aussi l'une des plus sensibles à l'intoxication saturnine par l'ingestion de billes de plomb de chasse. Ces grenailles toxiques sont interdites en France et en Amérique du Nord pour les gibiers d'eau.

#### Pollution génétique, hybridation et marronnage
Il est estimé que plus de trois millions de canards colverts issus de captivité sont lâchés chaque année en Europe dans le but de servir de gibier à la chasse. Ces lâchers massifs d'oiseaux d'élevage ont pris leur essor à la fin des années 1970 et ont entraîné des croisements avec les individus sauvages,. Même si l'hybridation existe et menace l'intégrité génétique de l'espèce, des canards colverts sauvages tels qu'ils étaient génétiquement avant les lâchers massifs continuent d'exister.
Le canard colvert peut s'hybrider avec près d'une cinquantaine espèces d'Anatidae : Canard branchu, Canard à lunettes, Canard chipeau, Canard siffleur, Canard brun, Canard noir, Canard de Meller, Canard à bec jaune, Canard à sourcils, Canard à bec tacheté, Canard des Philippines, Canard souchet, Sarcelle d'hiver, Sarcelle bariolée, Nette rousse, Nette demi-deuil, Fuligule morillon, Eider à duvet. En outre, l'homme croise le colvert avec l'autre espèce de canard domestique, le Canard de Barbarie pour produire le canard mulard. Ces hybridations sont possibles en raison de la radiation évolutive relativement récente du genre Anas et même de la famille des Anatidae.

#### Colvert, zoonoses et écoépidémiologie
La plupart des pays peuvent abriter tout ou partie de l’année des populations de colverts (sauvages, domestiques, semi-domestiques). Cet oiseau, le plus abondant des canards sauvages en Europe (estimation : environ neuf millions d’individus en Europe de l’Ouest) est le plus chassé et il est aussi très présent dans les espaces publics et les basses-cours. Or, peut-être en raison des conséquences de son importante domestication (pollution génétique, consanguinité…), il est sensible à de nombreuses maladies et peut véhiculer de nombreux parasites. Dans la nature, il est en outre souvent victime de saturnisme aviaire induit par l'ingestion de grenailles de plomb (toxique), ce qui peut l'affaiblir immunitairement. Pour toutes ces raisons, il a une importante écoépidémiologique particulière.

#### Le colvert et la grippe aviaire
Dans les années 2000, l'attention du public, des vétérinaires et des chasseurs a été attirée sur sa capacité à abriter et véhiculer le virus H5N1 de la grippe aviaire sans en mourir. Selon une étude de 2008, sur six espèces de canards sauvages testées pour mesurer combien de temps ces oiseaux pouvaient excréter le virus sans succomber à la maladie (après avoir été expérimentalement infectées), le colvert semble le meilleur véhicule du virus à longue distance (les cinq autres espèces testées sont rapidement mortes du virus et/ou ont développé des symptômes nuisant à leur migration ou leur survie normale). Dans ce cas, le Colvert a été la seule espèce à abondamment excréter le virus H5N1 sans symptômes. Les auteurs ont conclu que le Colvert devrait être prioritairement suivi parmi les oiseaux sauvages par les programmes éco-épidémiologiques, car la souche H5N1 s'est - début 2008 - déjà propagée à plus de 60 pays (via le commerce de volailles et probablement bien moindrement la circulation des oiseaux sauvages).
Plus récemment (2013-2014), divers oiseaux migrateurs ont été trouvés morts en Asie et porteurs d'un autre virus de la grippe A, le sous-type H5N8. Ce virus a causé des épizooties importantes en Corée du Sud et en Corée du Nord en 2014, puis a été découvert en novembre 2014 en Europe (Allemagne, Royaume-Uni et Pays-Bas). Des colverts sauvages ont été expérimentalement infectés avec une souche de ce sous-type viral H5N8 très pathogène pour la volaille : aucun de ces colverts infectés n'est mort, et tous n'ont présenté que des symptômes bénins ou aucun symptôme apparent, tout en étant capables de diffuser l'épizootie car excrétant de grandes quantités de virions (plus encore qu'avec le H5N1). Comme pour le H5N1, le Colvert est donc porteur sain pour ce H5N8.

### Protection
Pour un article plus général, voir Protection des oiseaux.
L'Accord sur la conservation des oiseaux d'eau migrateurs d'Afrique-Eurasie (AEWA) s'applique aux colverts.

### Le canard colvert dans la culture
La couleur des plumes des ailes du colvert mâle a donné le nom à une couleur : le bleu canard.
Les colverts sont les personnages principaux du film Migration produit par le studio Illumination (2023).